# 福寿院 (足立区大谷田)
福寿院（ふくじゅいん）は、東京都足立区にある新義真言宗の寺院。

## 歴史
1615年（元和元年）、宇田川出雲守の開基である。現在の葛飾区にある金蓮院の末寺として創建された。
元々は足立区立第十二中学校の場所に位置していたが、中学校の拡張工事のため、1960年（昭和35年）に旧寺領があった現在地に移転した。
2017年（平成29年）、旧本堂が耐震構造でないため、耐震基準を満たした新本堂に新築した。

## 交通アクセス
- 北綾瀬駅より徒歩14分（経路案内）。